# Могилёвский округ
Могилёвский округ — единица административного деления Белорусской ССР, существовавшая с июля 1924 по июль 1930 года. Административный центр — город Могилёв.
Первоначально включал 10 районов: Белыничский, Быховский, Журавичский, Кормянский, Луполовский, Могилёвский, Пропойский, Чаусский, Чечевичский, Шкловский.
В июне 1927 года в состав Могилёвского округа вошло 8 районов упразднённого Калининского округа: Белынковичский, Климовичский, Костюковичский, Краснопольский, Кричевский, Милославичский, Хотимский, Чериковский.
В августе 1927 Белынковичский и Милославичский районы были упразднены.
Округ упразднён в июле 1930, как и большинство округов СССР. Районы переданы в прямое подчинение БССР.
По данным переписи 1926 года численность населения составляла 530,8 тыс. чел. В том числе белорусы — 89,6 %; евреи — 6,5 %; русские — 1,0 %.